# 百足 (ラッパー)
百足（むかで）は、日本のラッパー。本名は風間 龍一。東京都品川区出身。第15回BAZOOKA!!! 高校生RAP選手権の優勝者。2023年2月にリリースした韻マンとのコラボ楽曲「君のまま」はリリースから約4ヶ月でストリーミング累計再生回数1億回を突破する大ヒットとなった。　身長180cm

## 来歴
借金を抱えているなどの問題がある家庭ではなく、「普通の家の子」として育つ。母親がパンクロック好きで中学生の頃にHi-STANDARDやGreen Dayに触れ、メロコアに心酔してバンドを結成しようとするもメンバーを集めることができなかった。その一方でMCバトルが好きな仲間が周囲にいたことから、貧しい家庭環境でも楽しむことができる遊びとしてサイファーに出会う。ラップを始めた当初は特にAKLOやSALU、変態紳士クラブ、BAD HOPの楽曲を聞いていた。3歳の時から水泳を習っており、全国中学校競技大会に出場したこともあったが、スランプに陥ったこととサイファーに夢中になったことで通っていた高校を中退してラップに集中する。名前の「百足」は、地元のラッパーの先輩に難しい漢字で虫の名前を名乗っている人がおり、名前の響きや気持ち悪さのインパクトなどで決めた。
その後「00世代最強」と謳われるほどに頭角を表し、2019年4月3日に行われた第15回BAZOOKA!!! 高校生RAP選手権に初出場し、韻マンなどを破り優勝を果たす。高校生RAP選手権には第11回から出場者オーディションに応募し、第13、14回には受かっていたが諸事情で出場できなかった。
2023年2月19日に配信リリースした韻マンとのコラボ楽曲「君のまま」がサブスクリプション型音楽サービスやSNSなどで大ヒットし、3月6日に放送された『CDTVライブ！ライブ！』に韻マンとともにテレビ番組に初出演した。3月13日にはSpotifyバイラルチャートの日本国内版で1位、4月12日にはLINE MUSICで1位、Apple Musicで3位、Spotifyで4位を記録した。6月14日にはBillboard JAPANチャートにおいてストリーミング累計再生回数1億回を突破した。2023年リリースの楽曲ではYOASOBIの「アイドル」、NewJeans「OMG」に次ぐ3曲目であった。
2023年9月にコカインの使用で逮捕される。2024年にリリースしたミニアルバム『Orange』に収録されている楽曲「Full Bet」のリリックは留置場の中で書き、「HENJIN」のリリックは勾留後に事の重大さに気づく中で制作された。一方で、逮捕されたことへの怒りが籠もっている歌詞は悩んだ末に収録しなかった。百足はインタビューで自身の逮捕と当該アルバムについて、「自分がやったしょうがないことをしょうがないで終わらせたくなかった。だから作品のクオリティにこだわったし、そうすることが迷惑をかけた人たちへの報いにもなると思った」と語っている。

## 評価
音楽情報メディア『BARKS』においてライターの宮本英夫は、「圧倒的ボキャブラリー、韻の固さ、勝負師の凄み、そして華のあるキャラクター」を百足の魅力として挙げている。

## ディスコグラフィ

### デジタルアルバム
『ERROR』
2019年8月8日リリース。
- 「Daydream」
- 「Scream (feat. LEM)」
- 「FREEDOM」
- 「Error」
- 「Sky」
- 「EVARA (feat. LEM)」
- 「Movie Star」

　『19』
2020年11月7日リリース。
- 「Getting Over」
- 「Soul」
- 「RPG」
- 「Heart Break」
- 「まわりみち」
- 「Drop Out」
- 「B.A.D」
- 「Trust Me」

　『Episode III』
2021年8月1日リリース。
- 「restart」
- 「LINE」
- 「Freefall」
- 「夢物語」 - 韻マンとのコラボ楽曲（百足 & 韻マン名義）
- 「Life is」
- 「Nervous」
- 「邪魔しないでよ」
- 「一人じゃない」 - 韻マンとのコラボ楽曲（百足 & 韻マン名義）

『GAMEOVER』
2022年7月9日リリース。
- 「TAP!!」
- 「GAMEOVER」
- 「元通り」
- 「error pt.2」
- 「笑えるまで」
- 「future」
- 「わかっても言えない」
- 「even」

『MILLION』
2023年6月30日リリース。「百足 & 韻マン」名義でのリリースであり、全曲韻マンとの共作である。
- 「今ここ」
- 「オオカミ」
- 「HIT MAKER!!!」
- 「ポートガン」
- 「BABY」
- 「君のまま」
- 「止まない雨」

『Orange』
2024年2月1日リリース。
- 「Full Bet」
- 「HENJIN」
- 「Yes or No」
- 「かえりみち」
- 「Orange」